# Swiss Transit Lab
Das Swiss Transit Lab (STL) ist eine Initiative von 2017 welche aus privaten Unternehmen, der Wirtschaftsförderung Schaffhausen und den Verkehrsbetrieben Schaffhausen hervorgegangen ist. 2019 wurde das STL als gemeinnütziger Verein gegründet und versteht sich heute als das Kompetenznetzwerk für intelligente Mobilität in der Schweiz. Man möchte die Gesellschaft, Wirtschaft, öffentliche Hand und Forschung zusammen bringen, um innovative Mobilitätskonzepte in die Praxis zu überführen. Dabei steht Autonomes Fahren im Mittelpunkt. Der Schweizer Bundesrat hat an seiner Sitzung vom 18. Oktober 2023 die Vernehmlassung über zwei neue Verordnungen eröffnet, mit denen er das automatisierte Fahren regeln will.

## Ziele
Das STL beabsichtigt die folgenden Ziele zu verfolgen:
- Pilotierung neuer Technologien und Lösungen im Bereich Smart Mobility und Smart City
- Entwicklung neuer Mobilitätsangebote und -services
- Förderung von Vernetzung und Wissenstransfer zwischen privaten und öffentlichen Akteuren
- Evaluierung der gesellschaftlichen Wahrnehmung und Akzeptanz neuer Mobilitätslösungen
- Entwicklung von Einführungsstrategien für neue Mobilitätslösungen im öffentlichen Raum

## Automatisierte Buslinie STL 12
Die Linie 12 wurde zwischen 2018 und 2019 während rund 1,5 Jahren betrieben. Als erste selbstfahrende Linie im Kanton Schaffhausen hat sie auf attraktive Weise den Rheinfall mit dem Zentrum von Neuhausen am Rheinfall im Sinne der Erschliessung der ersten und letzten Meile erschlossen. Sie unterschied sich von anderen Pilotprojekten dadurch, dass sie von Beginn weg in das bestehende ÖV-Liniennetz des Kantons Schaffhausen eingebunden war und somit die existierende Infrastruktur mitbenutzte.

## Automatisierte Buslinie STL 13
Mit der STL Linie 13 ging das Swiss Transit Lab einen weiteren Schritt in der Entwicklung der automatisierten Mobilität im öffentlichen Verkehr. Ende April 2023 wurde Stadtzentrum Schaffhausen zwischen dem Bahnhof und dem Entwicklungsareal Stahlgiesserei eine Pilotlinie in Betrieb genommen. Die Erschliessung der ersten und letzten Meile durch automatisierte Fahrzeuge soll damit nach der touristischen Anwendung der Linie 12 am Rheinfall im Alltag der Schaffhauser Bevölkerung ankommen.

## Open Doors
Neue Technologien schaffen die Voraussetzung, dass Menschen mit Beeinträchtigungen selbständig im ÖV unterwegs sein können. Das Swiss Transit Lab ermöglicht durch die Vernetzung der Busse der Verkehrsbetriebe Schaffhausen mit dem Lift im Regionalbuszentrum am Bahnhof Schaffhausen die vereinfachte Lift-Nutzung und den nahtlosen Umstieg auf die Bahn.

## Automatisierte Fahrzeug nach Stufe 4
Ende 2024 hat der Kanton Zürich bekannt gegeben, dass im Frühjahr 2025 ein Pilotprojekt gemeinsam mit der SBB im Furttal realisieren möchte. Die automatisierten Fahrzeuge ergänzen das Angebot für die Anreise vom und zum Bahnhof für Menschen im ländlichen Raum. Das Pilotprojekt wird mit Unterstützung der Furttaler Gemeinden auf deren Gebiet durchgeführt. Die Projektleitung wurde an das Swiss Transit Lab (STL) vergeben. Die Fahrzeuge sollen nach Stufe 4 fahren. Dies ist ein autonomer Modus. Die Führung des Fahrzeugs wird dabei dauerhaft vom System übernommen. Werden die Fahraufgaben vom System nicht mehr bewältigt, kann der Fahrer aufgefordert werden, die Führung zu übernehmen. Das System übernimmt entweder die Längsführung (Tempomat) oder die Querführung (Spurassistent) des Fahrzeugs, während die Fahrerin / der Fahrer die jeweils andere übernimmt. Sie / er muss das System aber dauerhaft überwachen und jederzeit die vollständige Kontrolle übernehmen können.